# Pseudochiridium thorelli
Pseudochiridium thorelli es una especie de arácnido del orden Pseudoscorpionida de la familia Pseudochiridiidae.

## Distribución geográfica
Se encuentra en Nicobar (India).